# Kurzus
A kurzus az a keret, amelyben a hallgatók meghatározott rend (előadás, gyakorlat, házi feladat stb.) szerint gyarapítják tudásukat, és arról számot is adnak. A szó a latin cursus-ból ered, amelynek eredeti jelentése: futás, futam, folyam. A tanulmányok tervezett sorozatáról van szó, a fogalmat az oktatásban a XVI. században kezdték el használni először. Vannak olyan oktatási struktúrák, ahol a kurzus alatt több hónapon át tartó tanfolyamot értenek (pl. idegennyelvi kurzus, számítógép-kezelői kurzus), de a felsőoktatásban a képzés meghatározott képzési időszakokra, jellemzően félévekre tagolódik, így a kurzus alatt egy képzési időszak (szemeszter, trimeszter) terjedelmű tanulási folyamatot értünk.